# 大唐西市 (公司)
大唐西市絲路投資控股有限公司，簡稱大唐西市（英語：DTXS Silk Road Investment Holdings Company Limited，港交所：0620），在1940年由已故梁文廣創立，前身為太元集團有限公司。
現時業務除了打捞、港湾工程及造船外，還經營海上及陆上工程，包括疏浚及填海工程，當時由梁悅通為董事會總裁，而梁余愛菱則為董事會主席，總部位於香港。但現時由呂建中（主席）和黃國敦（行政總裁）主理。

## 歷史革沿
1991年9月30日，該公司的股份在香港交易所主板上市。
1997年4月24日，大唐西市分拆成數個公司，其中基電控股有限公司（中民控股有限公司前身）上市，但也因為效益欠佳而終止。
2019年7月17日，大唐西市向新世界發展全資附屬公司Ion Tech Limited配售1.11億股新股，佔已擴大後股本16.67%，配售價每股5.3873元，集資5.99億港元

## 連結
- UDL.com.hk （页面存档备份，存于）
- dtxs.cn （页面存档备份，存于）